# Michel Schooyans
Michel Schooyans (Braine-l'Alleud, 6 luglio 1930 – Bruxelles, 3 maggio 2022) è stato un filosofo, teologo e presbitero belga dell'arcidiocesi di Malines-Bruxelles.
È stato anche professore presso l'Università cattolica di Lovanio, visiting professor in varie università americane e professore presso l'Università Cattolica di San Paolo. Schooyans ha scritto molti libri di filosofia politica e ha condotto numerose missioni nel Terzo mondo.
È stato membro della Pontificia accademia delle scienze sociali del Vaticano, del Royal Institute of International Relations a Bruxelles, dell'Institut national d'études démographiques a Parigi e del Population Research Institute di Washington. Nel suo libro Le crash démographique coniò il termine “inverno demografico” per descrivere l'invecchiamento, ovverosia l'aumento dell'età media, della popolazione. Secondo Schooyans: «La maggior parte degli stati dell'Europa occidentale sono predisposti a commettere suicidio, un suicidio demografico...».
In Italia è soprattutto noto per l'opera Nuovo disordine mondiale. La grande trappola per ridurre il numero dei commensali alla tavola dell'umanità, uscita in traduzione italiana, con prefazione del card. Joseph Ratzinger. L'allora cardinal Ratzinger così commentò il libro: «il libro di Michel Schooyans entra nel vivo delle grandi sfide del presente momento storico con vivacità e grande competenza. C'è da sperare che molte persone di diversi orientamenti lo leggano, che esso susciti una vivace discussione, contribuendo in questo modo a preparare il futuro sulla base di modelli degni della dignità dell'uomo e capaci di assicurare anche la dignità di coloro che non sono in grado di difendersi da soli».
Basandosi su encicliche come la Centesimus Annus, la Veritatis Splendor e la Sollicitudo Rei Socialis Schooyans ha elaborato una critica dell'attuale modello di sviluppo liberale, che promuoverebbe nuove forme di divisione nel genere umano:
«Alla fine di questi contrasti, la caduta del muro di Berlino (1989) ha sigillato l’insuccesso del modello di sviluppo adottato dal comunismo, favorendo la progressiva espansione del "modello liberale" che ha affermato un nuovo concetto di sviluppo, in cui l'esaltazione dell’individualismo porta alla negazione pratica dell'uguaglianza della natura umana, finendo per escludere ogni collegamento con la morale sociale. Questo liberalismo raggruppa diversi fattori: potenza militare favorita da armamenti altamente sofisticati, crescita economica a qualunque costo nel mercato globale, controllo delle opinioni e del sapere, mondializzazione della vita politica, preponderanza dei Paesi economicamente più forti e, come si può osservare, una reinterpretazione dell'antagonismo tra Est ed Ovest sulla base di quello tra Nord e Sud».